# Tomasz Osuch
Tomasz Przemysław Osuch – polski elektronik, doktor habilitowany nauk technicznych. Adiunkt na Wydziale Elektroniki i Technik Informacyjnych Politechniki Warszawskiej oraz Instytucie Łączności.
W 2004 ukończył studia magisterskie na Wydziale Elektroniki i Technik Informacyjnych Politechniki Warszawskiej. Doktorem został w 2010 na podstawie pracy pt. Symulacje, projektowanie i wykonanie apodyzowanej maski fazowej przy użyciu technologii szkieł HEBS, przygotowanej pod kierunkiem Zbigniewa Jaroszewicza w Instytucie Łączności. Habilitował się w 2017 na Wydziale Elektroniki i Technik Informacyjnych PW, pisząc pracę pt. Wybrane metody modyfikacji właściwości spektralnych światłowodowych siatek Bragga nanoszonych metodą maski fazowej i ich zastosowania.
Swoje prace publikował w czasopismach, takich jak „Optics Communications", „Applied optics", „Bulletin of the Polish Academy of Sciences Technical Sciences" czy „Photonics Letters of Poland".